# Giro delle Fiandre 1972
Il Giro delle Fiandre 1972, cinquantaseiesima edizione della corsa, fu disputato il 9 aprile 1972, per un percorso totale di 250 km. Fu vinto dal belga Eric Leman, al traguardo con il tempo di 6h04'20", alla media di 41,152 km/h, davanti ai connazionali André Dierickx e Frans Verbeeck.
I ciclisti che partirono da Gand furono 173; coloro che tagliarono il traguardo a Meerbeke furono 37.

## Ordine d'arrivo (Top 10)
| Pos. | Corridore           | Squadra     | Tempo    |
| ---- | ------------------- | ----------- | -------- |
| 1    | Eric Leman          | Bic         | 6h04'20" |
| 2    | André Dierickx      | Beaulieu    | s.t.     |
| 3    | Frans Verbeeck      | Watney-Avia | s.t.     |
| 4    | Willy De Geest      | Van Cauter  | s.t.     |
| 5    | Roger Rosiers       | Bic         | s.t.     |
| 6    | Roger Swerts        | Molteni     | s.t.     |
| 7    | Eddy Merckx         | Molteni     | s.t.     |
| 8    | Alain Santy         | Bic         | a 20"    |
| 9    | Herman Van Springel | Molteni     | s.t.     |
| 10   | Willy Planckaert    | Goldor      | s.t.     |